# Джурхуус, Хоакун
Хоакун Джурхуус (фар. Hákun Djurhuus; 11 декабря 1908, Торсхавн, Фарерские острова — 22 сентября 1987, Торсхавн, Фарерские острова) — фарерский политический и государственный деятель, премьер-министр Фарерских островов (4 января 1963 — 12 января 1967).

## Биография
До 1932 года обучался в Педагогическом университете Фарерских островов. Учительствовал в школах, затем в техникуме. В 1936—1946 годах — главный редактор местной газеты Norðlýsið.
В политике с 1946 года. Впервые был избран в Лёгтинг (парламент) Фарерских островов в 1946 году, спикер национального парламента в 1950—1951 годах. В 1951—1954 годах вновь был членом Лёгтинга.
Был членом городского совета Клаксвика (1946—1951), глава Клаксвика с 1950 по 1941 год.
Политик. С 1951 по 1980 год — председатель правоцентристской партии Sambandsflokkurin.
С 1951 по 1954 год был заместителем премьер-министра.
С 4 января 1963 по 12 января 1967 — премьер-министр Фарерских островов, одновременно являясь министром иностранных дел, здравоохранения и инфраструктуры.
Избирался членом Фолькетинга от Фарерских островов в 1957—1960 и 1968—1973 годах.
После выборов 1980 года отошёл от политики.
Умер 22 сентября 1987 года.